# Cambridge Judge Business School
 (août 2025).
Cambridge Judge Business School, connue autrefois sous le nom de Judge Institute of Management Studies est l'école de commerce de l'Université de Cambridge. Fondée en 1990, elle forme au management et est régulièrement classée parmi les meilleures écoles de commerce au Monde,,,. Elle tient son nom de Sir Paul Judge (en), son principal bienfaiteur. L'École fait partie de la Faculté des Affaires et du Management, qui elle-même dépend de l'École de Technologie.
Les étudiants à Cambridge Judge Business School sont également membres de l'un des collèges historiques de Cambridge. L'école est située sur le site de l'Old Addenbrooke, sur Trumpington Street, à proximité du musée Fizwilliam. Sa façade colorée est réputée dans toute la ville.

## Cours proposés
Les cours proposés sont : (ils comprennent des programmes doctoraux, des programmes de Master et des études de premier cycle)
- Maîtrise en administration des affaires (MBA)
- Maîtrise en administration des affaires
- Master of Finance (en) (en français, Maîtrise en Finance) (MFin)
- Maitrise d'Étude en Entrepreneuriat (MSt)
- Maitrise d'Étude en Innovation Sociale (MSt)
- Maîtrise en Finance (MPhil)
- Maîtrise en Innovation, Stratégie et Organisation (MPhil)
- Maîtrise en Management (MPhil)
- Maîtrise en Science du Management et Opérations (MPhil)
- Maîtrise en Politique Technologique (MPhil)
- Études de Management (1er cycle)
- Management de la Technologie et de l'Innovation
- Executive education (Formation des cadres)
- Formation à l'entreprenariat
- Doctorats

## Histoire et architecture
Les études de management de Cambridge Judge Business School ont vu le jour en 1954 dans le département d'ingénierie de l'Université de Cambridge. En 1991, les dons de Sir Paul et Lady Judge ainsi que le Monument Trust ont fourni les fonds pour la construction du bâtiment de l'école nouvellement créée. Le projet a été confié à l'architecte John Outram et les travaux furent terminés en août 1995 et le bâtiment fut inauguré officiellement par la Reine Elizabeth II.
L'école Judge Management of Studies a été renommée Judge Business School en septembre 2005. Elle a adopté le titre Cambridge Judge Business School pendant l'année 2010 et en novembre 2010 a modifié le texte de son logo en "University of Cambridge Judge Business School".

## Le programme de MBA
Le programme met notamment l'accent sur l'entreprenariat et le management de l'innovation. L'école a d'ailleurs noué des liens étroits avec la Cambridge Enterprise, qui est le bureau de transfert technologique de l'Université, mais aussi avec la grappe de hautes technologies locale connue sous le nom de Silicon Fen. 
Chaque année, environ 150 étudiants participent au programme de 12 mois. Les critères d'admission sont élevés avec un score moyen au Graduate Management Admission Test de 684, L'âge moyen des étudiants en MBA à plein temps est de 30 ans. En général ils arrivent avec une solide expérience professionnelle dans des firmes de renom. Actuellement 95 % des étudiants viennent hors du territoire du Royaume-Uni et 29 % des étudiants sont des femmes. Il est co-dirigé par Michael Kitson et Thomas Roulet.

## Le programme de MBA exécutif
Cambridge Judge Business School a lancé son programme MBA exécutif en 2008, de sort que la première promotion a rejoint l'école en 2009. Le programme vise les cadres expérimentés et est enseigné sur une période de 20 mois. Les étudiants participent à seize session pendant les week-ends et trois blocs d'une semaine. Comme pour les autres programmes MBA exécutifs, ce programme est destiné à ceux qui souhaitent continuer à travailler jusqu'à l'obtention de leur diplôme. Il est dirigé par Khal Soufani.

## Le programme de Master en Finance (MPhil)
Le MPhil en finance est un cours de troisième cycle conçu pour des étudiants n'ayant aucune expérience professionnelle. Le programme combine études de haut niveau et recherche et est particulièrement adapté aux étudiants qui ont l'intention de poursuivre sur un doctorat, même si la majorité des élèves diplômés choisissent de travailler dans l'industrie financière. En se basant sur le nombre de candidatures, le MPhil en finance est peut-être de toute l'Université de Cambridge le programme le plus compétitif. La candidature des étudiants doit fournir la preuve de notes d'excellence pour être seulement prise en considération. Les étudiants en Master en Finance MPhil peuvent choisir leurs modules parmi ceux proposés par l'École de Commerce, la Faculté d'Économie et la Faculté de Mathématiques.

## Formation des cadres
Le portfolio de formations des cadres consiste en l'inscription à 20 programmes différents, typiquement de deux jours à trois semaines qui couvrent les principes fondamentaux du management des affaires tels que la finance, le marketing, le management général et la stratégie. Les cours sont enseignés par l'École de Commerce Cambridge Judge Business School ainsi que par des universitaires de la plus communité élargie à toute l'Université de Cambridge.
Cambridge Judge Business School offre également des programmes sur mesure qui sont ajustés à l'enseignement et aux conditions de  progression de carrière spécifiques à une organisation. Les programmes sont proposés également à l'étranger dans les domaines tels que le leadership, la stratégie et la finance.

## Le club Cambridge Business School
Le club Cambridge Business School (CBSC) est un club tenu par les étudiants qui propose des partenariats entreentreprises et étudiants dans le but de créer une expérience d'enseignement interactif ainsi que des opportunités de réseaux pour tous les membres participants.
Comme l'école fait partie de l'Université de Cambridge, les étudiants ont accès à un large éventail d'activités et de groupes culturels, sociaux et athlétiques.

## Conseil consultatif (ancien et actuel)
- Nina Bhatia, John Lewis
- Lord Karan Bilimoria, fondateur, Cobra Beer
- Scott Mead, vice président, Apax Partners
- Damon Buffini, président, Permira Advisers
- Tom Hall, Partenaire, Ajax Partners

## Partenariats
- Université de Cambridge
- Institut Cambridge-MIT
- Centre de formation entrepreneurial (CfEL)
- Cambridge Finance
- Cambridge Enterprise
- Cambridge Network
- Cambridge Programme for Industry
- Cambridge University Entrepreneurs (CUE)
- Research Services Division (RSD)
- Cambridge Science Parks et la Business Community

## Centres de recherche
Cambridge Judge Business School a de nombreux centres de recherche fondés sur de solides réseaux interdisciplinaires qui relient les chercheurs à l'École, mais aussi au reste de l'Université, à la communauté des affaires et à la communauté responsables des politiques.
Ces centres sont:
- Cambridge Centre for Health Leadership & Enterprise (CCHLE)
- Centre for Business Research (CBR)
- Centre for Entrepreneurial Learning (CfEL)
- Centre for Financial Analysis & Policy (CFAP)
- Centre for India & Global Business (CIGB)
- Centre for International Business and Management (CIBAM)
- Centre for International Human Resource Management (CIHRM)
- Centre for Process Excellence and Innovation (CPEI)
- Centre for Risk Studies

## Professeurs notables
Les enseignants suivants sont membres du corps professoral de l'Université de Cambridge et sont affectés à Cambridge Judge Business School,,,. Ci-dessous les directeurs des principaux programmes :
- Christoph Loch, Doyen et directeur (2011-2021)
- Michael Kitson, Professeur associé d'Économie, Directeur du MBA
- Khal Soufani, Directeur du EMBA
- Thomas Roulet, Professeur associé de Théorie des Organisations, Directeur adjoint du MBA

Les enseignants suivants disposent d'une chaire professorale.
- Michael Barrett, Professeur d'Innovation
- Mark de Rond, Professeur d'Ethnographie
- Sandra Dawson, Professeur Emerita et ancienne doyenne
- Gishan Dissanaike
- Geoff Meeks
- Jaideep Prabhu, Nehru Professeur de Commerce et d'Entreprise
- Raghavendra Rau, Rothshild Professeur de Finance
- Danny Ralph
- Stefan Scholtes
- Geoff Walsham, Professeur de Systèmes d'Information

## Voir Aussi
- Université de Cambridge